# Montbrió del Camp
Montbrió del Camp (spanisch Montbrió de Tarragona) ist eine Gemeinde im Süden Kataloniens mit 3.128 Einwohnern (Stand: 2024) und liegt in der Provinz Tarragona und der Comarca Baix Camp. 

## Lage
Montbrió del Camp liegt etwa 18 Kilometer westlich von Tarragona in einer Höhe von ca. 130 m.

## Bevölkerungsentwicklung
| Jahr      | 1970 | 1981 | 1991 | 2001 | 2011 | 2021 |
| Einwohner | 1587 | 1493 | 1393 | 1519 | 2461 | 2985 |

## Sehenswürdigkeiten
- Turm von Closa, Steintor
- Peterskirche (Iglesia de San Pedro)
- Karmeliterkonvent
- Antoniuskapelle
- Rathaus, Gebäude aus der Renaissance

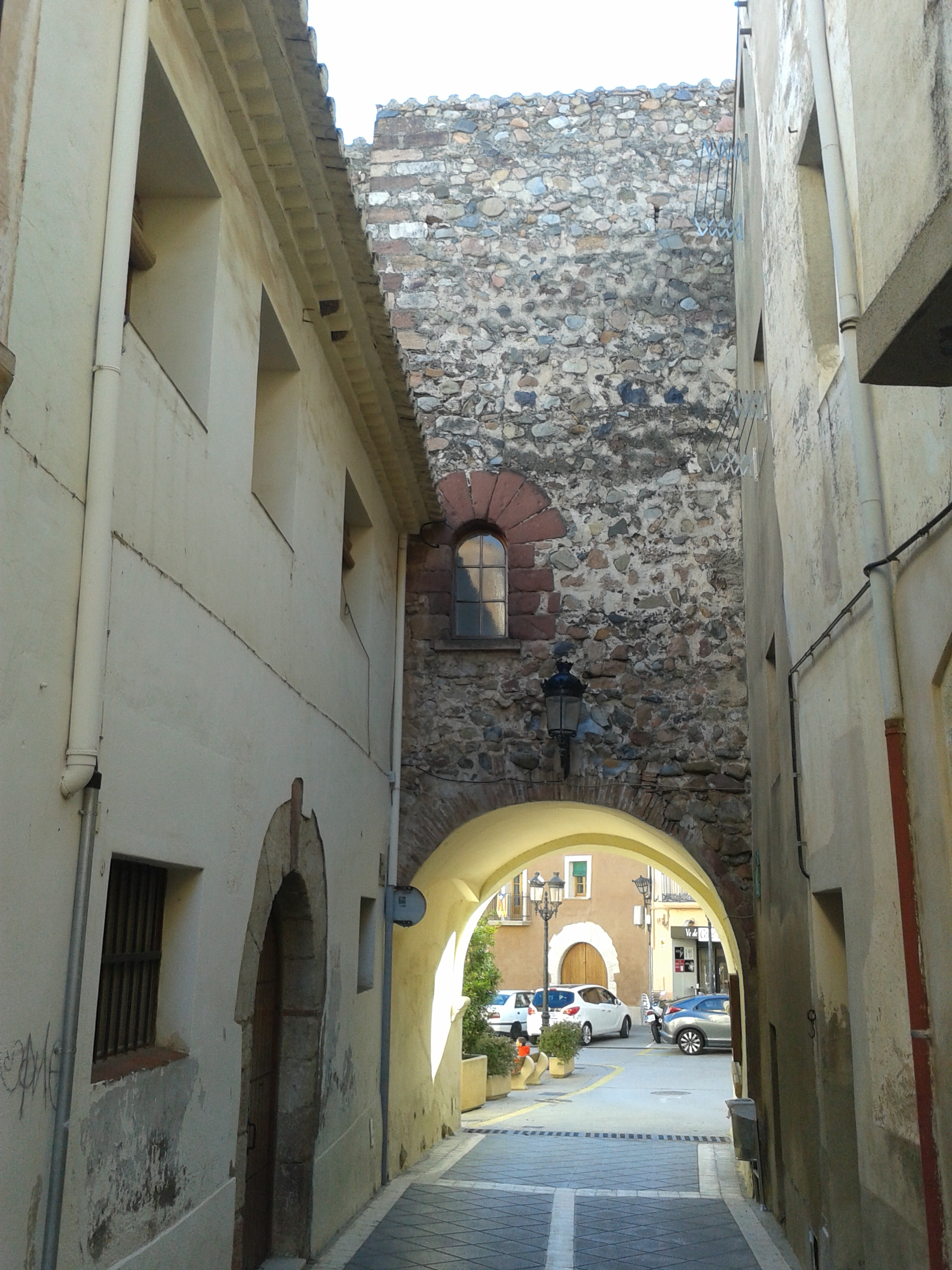
Turm von Closa
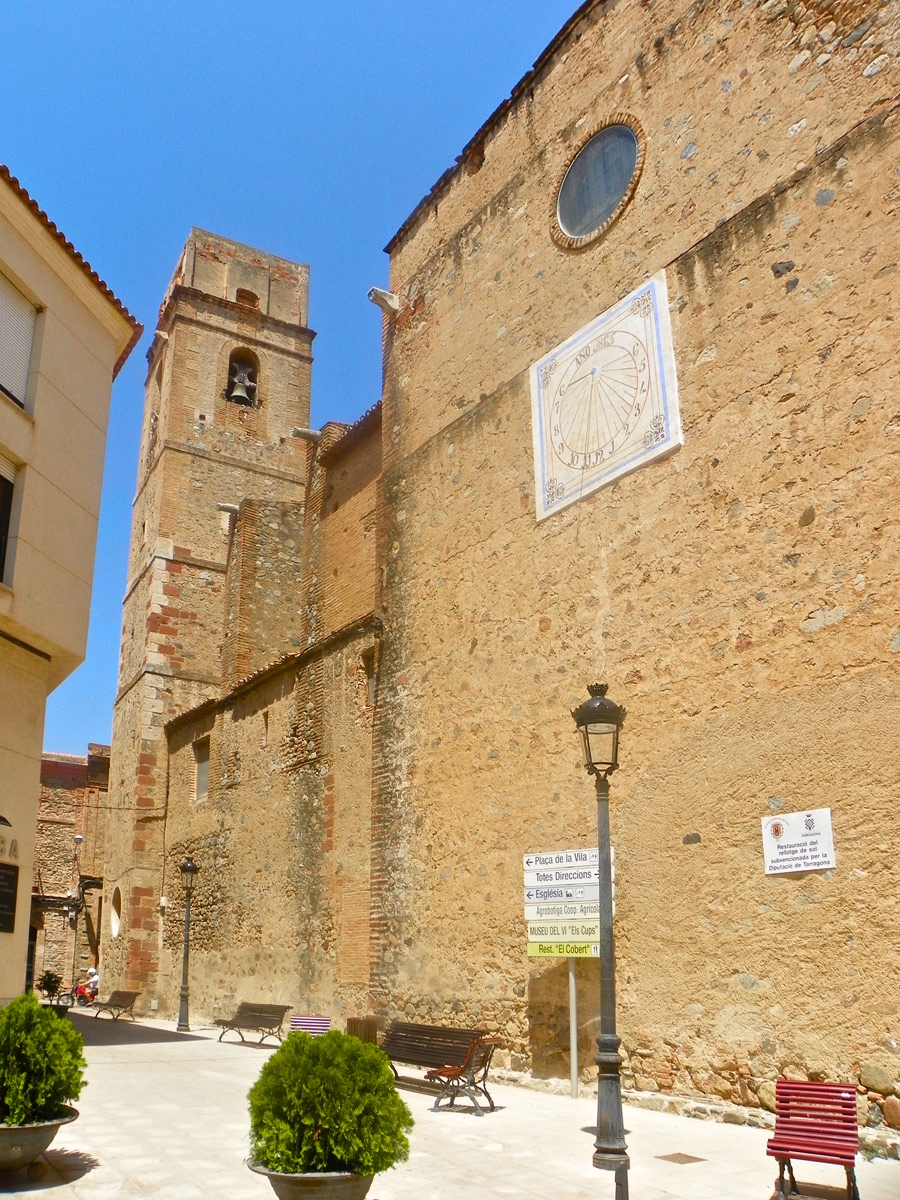
Peterskirche
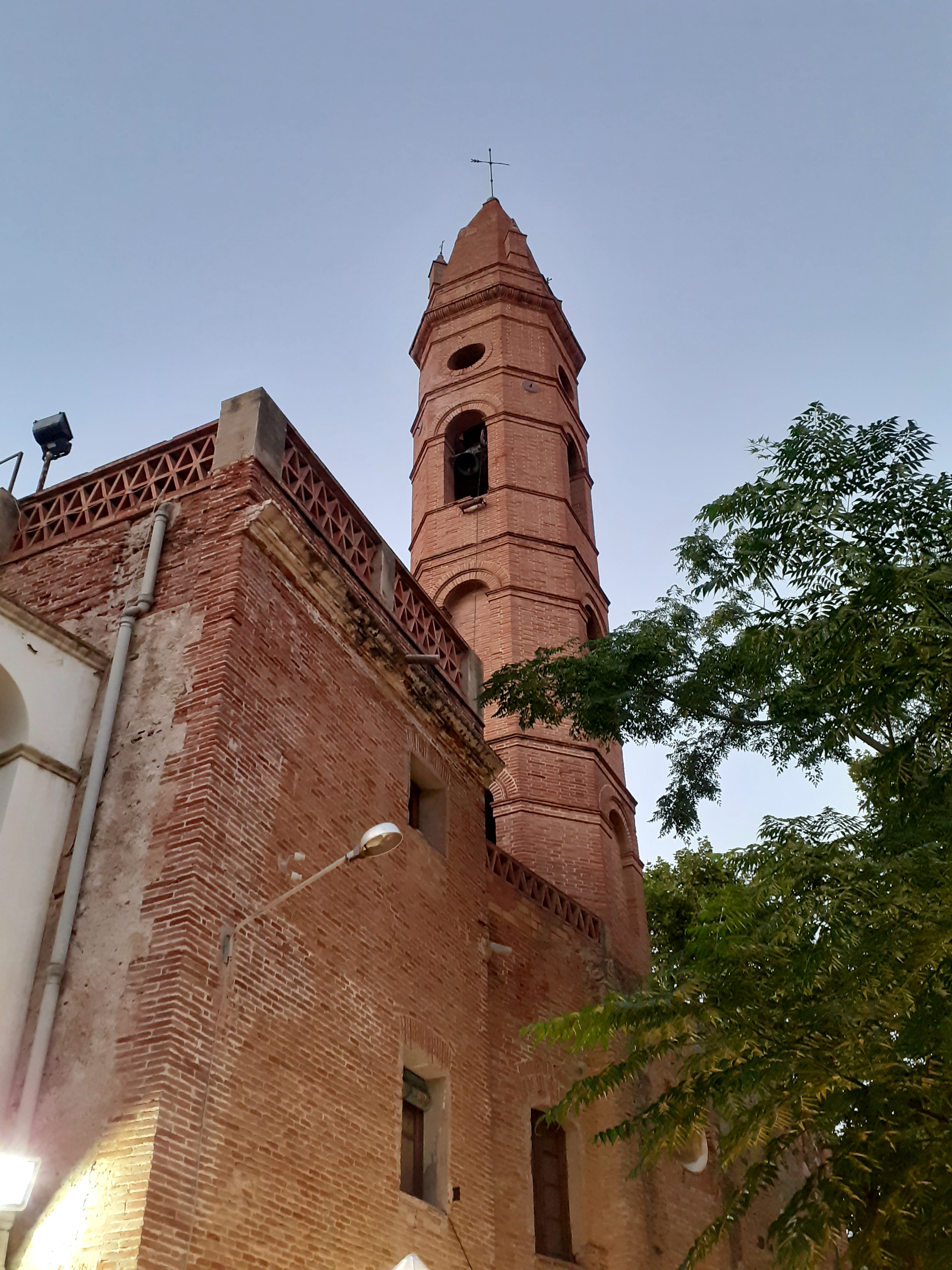
Karmeliterkonvent
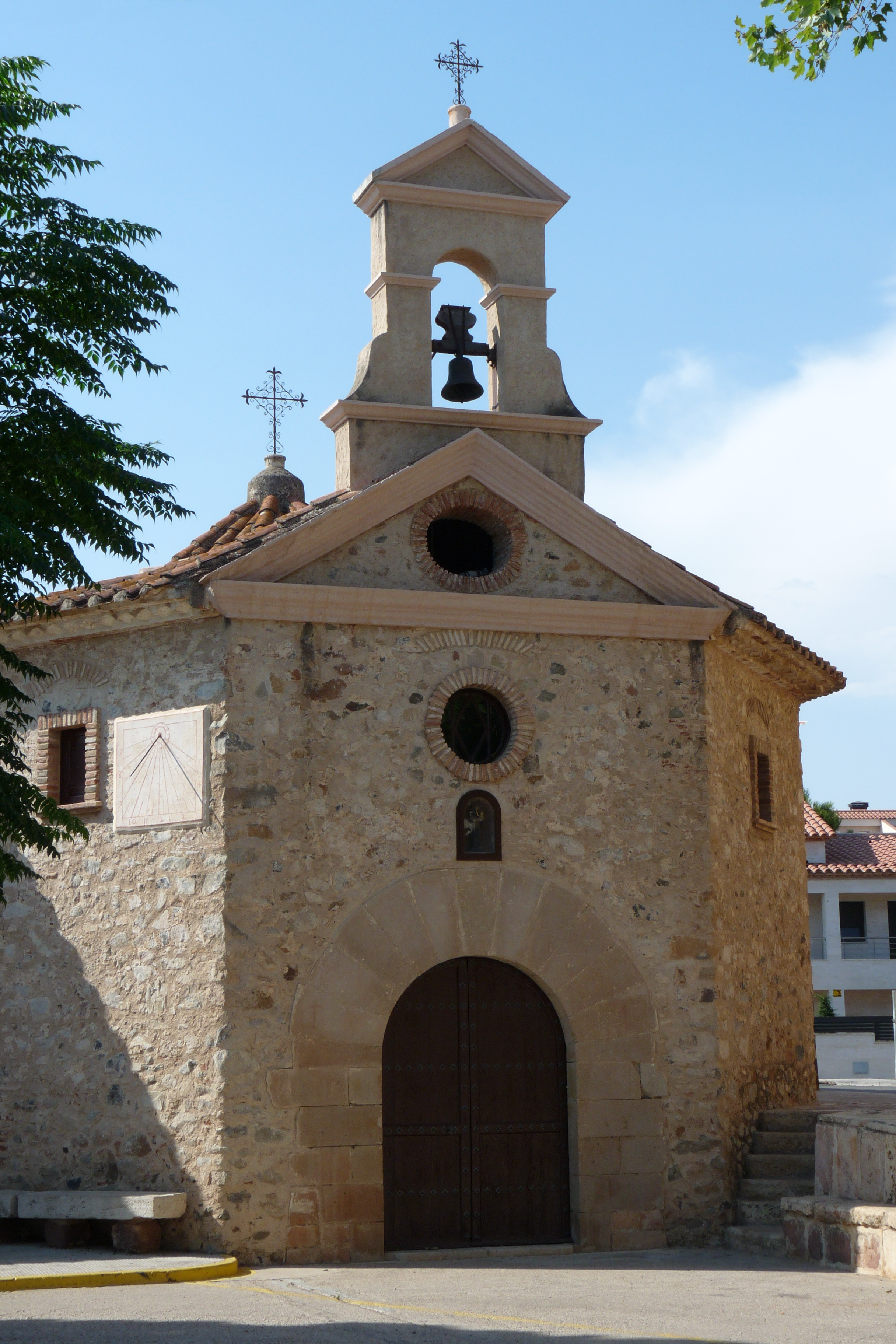
Antoniuskapelle
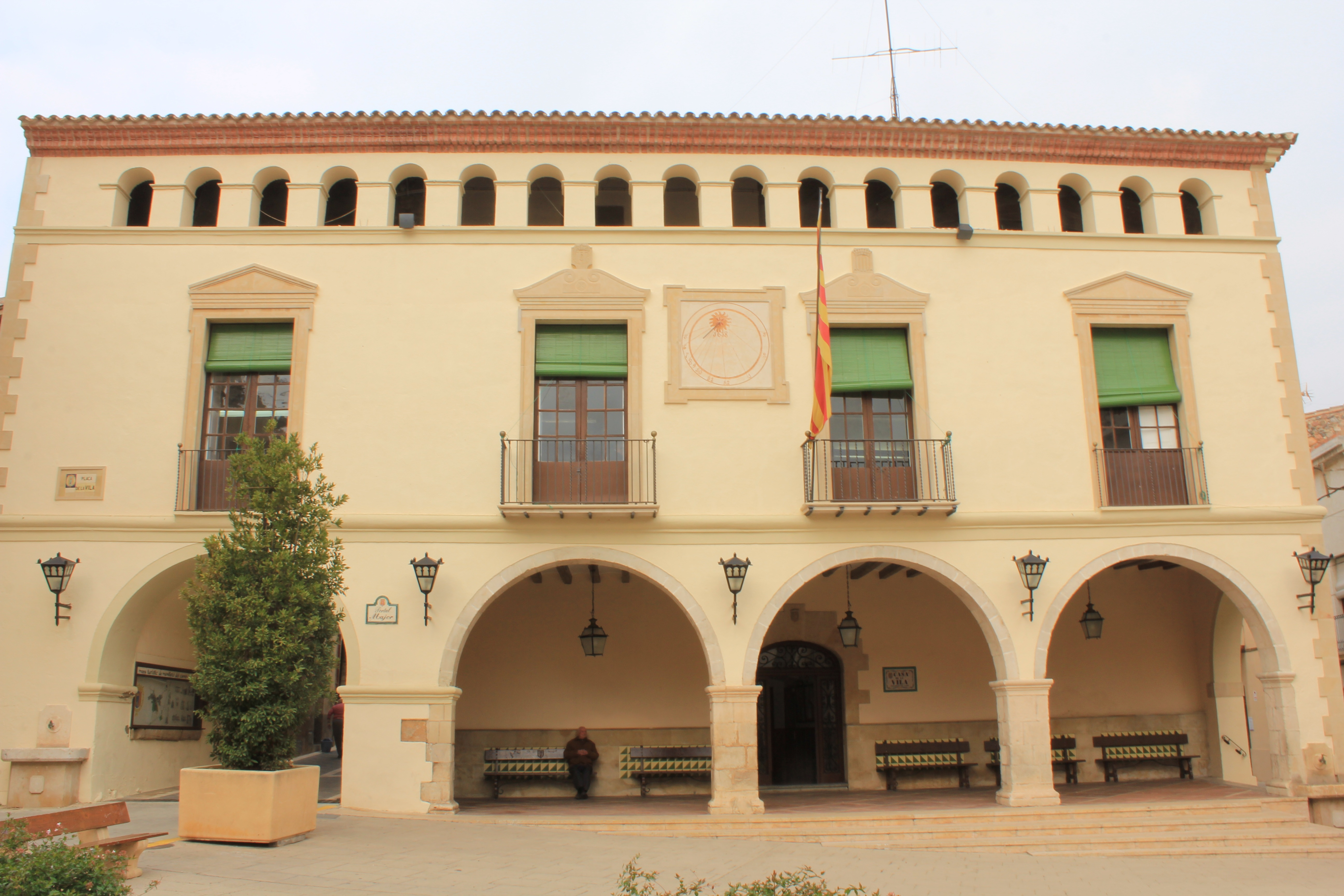
Rathaus

## Söhne und Töchter des Ortes
- Fructuoso Canonge (1824–1890), Illusionist
- José María Busquets (* 1939), Motorradrennfahrer
- Domingo Gil (* 1960), Motorradrennfahrer